# Dekanat Nowy Sącz Wschód
Dekanat Nowy Sącz Wschód – dekanat wchodzący w skład diecezji tarnowskiej.
Dziekanem dekanatu jest ks. Czesław Paszyński (proboszcz parafii MB Niepokalanej w Nowym Sączu), a wicedziekanem ks. Henryk Madziar (proboszcz parafii Nawojowa).

## Parafie dekanatu Nowy Sącz Wschód
W skład dekanatu wchodzą parafie:
- Parafia św. Franciszka z Asyżu w Cieniawie
- Parafia Matki Bożej Nieustającej Pomocy w Kamionce Wielkiej
- Parafia Narodzenia Najświętszej Maryi Panny w Królowej Górnej
- Parafia św. Stanisława Biskupa Męczennika w Łabowej
- Parafia Najświętszej Maryi Panny Wniebowziętej w Maciejowej
- Parafia św. Marcina Biskupa w Mogilnie
- Parafia św. Apostołów Filipa i Jakuba w Mystkowie
- Parafia Nawiedzenia Najświętszej Maryi Panny w Nawojowej
- Parafia Matki Bożej Bolesnej w Nowym Sączu,
- Parafia Matki Bożej Niepokalanej w Nowym Sączu,
- Parafia Najświętszego Serca Pana Jezusa w Nowym Sączu,
- Parafia św. Rocha w Nowym Sączu
- Parafia Matki Bożej Nieustającej Pomocy w Paszynie
- Parafia św. Antoniego Padewskiego w Boguszy